# Barton (Cambridgeshire)
Pour les articles homonymes, voir Barton.
Barton est une paroisse civile et un village du Cambridgeshire, en Angleterre.